# Орловка (Глубоковский район)
Орловка (каз. Орловка) — упразднённое село в Глубоковском районе Восточно-Казахстанской области Казахстана. Входило в состав Черемшанского сельского округа. Код КАТО — 634069109. Ликвидировано в 2009 году.

## Население
В 1999 году население села составляло 135 человек (74 мужчины и 61 женщина). По данным переписи 2009 года, в селе проживало 28 человек (14 мужчин и 14 женщин).